# Raumati Beach
Raumati Beach est une communauté de plage du côte de Kapiti dans l’Île du Nord de la Nouvelle-Zélande.

## Situation
Elle est localisée à 60 km au nord-ouest de la capitale Wellington, et à environ 10 km au nord de la localité de Raumati South.
Elle est immédiatement au sud ouest de la ville de Paraparaumu, qui est une localité plus importante .
Le secteur de Maungakotukutuku est localisé directeement à proximité de Raumati.

## Toponymie
"Raumati" est le mot en langage  Māori  pour l’"été".

## Histoire
À la suite de la mise en place de Raumati Beach comme un établissement de bord de mer en 1908 , le premier magasin général fut construit au niveau de Raumati Beach en 1919.

## Installation
La ville a de nombreux éléments du paysage comprenant en particulier 
- le collège Kapiti (en), dans lequel , le réalisateur Peter Jackson (réalisateur de films de Nouvelle-Zélande ) et Christian Cullen (joueur de Rugby à XV reçurent leur éducation initiale.
- L’église St. Mark.
- Une vaste plage de sable ( réputée pour la marche, la pêche et les vacances).
- le village de  « Raumati Beach Shopping »
- L’Île de Kapiti et
- Weka Park.
- Le cours d’eau nommé Wharemauku Stream rencontre la mer au niveau de Raumati Beach sur le coté nord du jardin maritime de Raumati (en).

Ce parc est réputé comme lieu de loisirs : il est caractérisé par un train miniature à passagers.
- La plage offre l’accès à une rampe pour bateaux et un tracteur est disponible, offert par le « Raumati Fishing Club ».

## Animations
Durant plusieurs années des évènements se sont tenus au niveau  de Raumati Beach, comprenant les compétitions du « Raumati Beach Surf Casting », qui attirent des centaines de pécheurs de tout autour de la Nouvelle-Zélande.
Le « Triathlon féminin de Kapiti se tient aussi tous les ans dans le cadre du « Jardin Maritime » et attire une foule importante.

## Démographie
La localité de Raumati Beach, qui couvre un secteur de 3,17 km2 avait une population de 5 241 habitants lors du recensement de 2018 en Nouvelle-Zélande, en augmentation de 393 personnes (8,1 %) depuis le  recensement de 2013 , et en augmentation de 771 personnes (17,2 %) depuis le recensement de 2006 en Nouvelle-Zélande.
Il y avait 2 103 logements.
On comptait 2 418 hommes et 2 823 femmes, donnant un sexe-ratio de 0,86 homme pour une femme, avec 1 008 personnes (19,2 %) âgées de moins de moins 15 ans, 723 personnes (13,8 %) âgées de 15 à 29 ans, 220 personnes (42,4 %) âgées de 30 à 64 ans et 1 287 personnes (24,6 %) âgées de 65 ans ou plus.
L’ethnicité était pour 91,0 % européens/Pākehās, 11,2 % Māoris, 2,3 % peuples venant de l’océan Pacifique, 4,2 % d’origine asiatique et 2,3 % d’une autre ethnicité (le total peut faire plus de 100 % dans la mesure où une personne peut s’identifier de multiples ethnicités en fonction de l’origine de ses parents ).
Le pourcentage de personnes nées outre-mer était de 24,2 %, comparé avec les 27,1 % au niveau national.
Bien que certaines personnes choisissent de ne pas répondre à la question du recensement concernant leur affiliation religieuse, 55,5 % n’ont aucune religion, 33,8 % sont chrétiens, 0,2 % sont hindouistes, 0,1 % sont musulmans, 0,6 % sont bouddhistes et 2,7% ont une autre religion.
Parmi ceux d’au moins 15 ans d’âge, 1 116 personnes (26,4 %) ont une licence où un degré universitaire supérieur et 609 personnes (14,4 %) n’ont aucune qualification formelle.
Le statut d’emploi de ceux d’au moins 15 ans d’âge était pour 1 800 personnes (42,5 %) un emploi à plein temps , pour 648 personnes (15,3 %) un emploi à temps partiel et 138 personnes (3,3 %) étaient sans emploi .
| Nom                | Population | logements | âge médian | revenu médian |
| ------------------ | ---------- | --------- | ---------- | ------------- |
| Raumati Beach West | 2865       | 1155      | 45,8 ans   | 36,800 $      |
| Raumati Beach East | 2376       | 948       | 47,2 ans   | 27,100 $      |
| Nouvelle-Zélande   |            |           | 37,4 ans   | 31,800 $      |

## Sports et Weka parc
Weka Park est un jardin public situé dans la localité de Raumati Beach.
Il est le domicile du terrain d’une équipe de football connue nommé les Kapiti Coast United (en).
Le cricket est aussi pratiqué au niveau du parc et il y a une aire de jeu pour les enfants.
Le cours d’eau Wharemauku Stream s’écoule a la limite du parc et un chemin de marche quitte le parc et suit la rive en direction de ‘Rimu Road’, sur une longueur d’approximativement trois kilomètres .
Les « Kapiti Bears » et le « Kapiti Coast Rugby League Club » sont domiciliés sur la limite de Raumati South et Raumati Beach.
Le club fut fondé en 1970 et fut le domicile du joueur des  Kiwi et du  « Melbourne Storm» , maintenant  l’entraîneur des Kiwi: Stephen Kearney.
Le club opère aussi dans  Matthews Park, sur ‘Menin Road’, et est affilié à la « Wellington Rugby League Zone».

## Éducation
- L’école de Raumati Beach est une école primaire, publique, mixte , allant de l’année 1 à 8[9],[10] avec un effectif de 604 élèves en juillet 2022[11].

- Le collège Kapiti (en) est une école secondaire, publique, mixte , accueillant les élèves de l’année 9 à 13 [12],[13] avec un effectif de 1 375 élèves[14].